# Kasteld
Kasteld är en artilleriterm som anger att elevationen, höjdriktningen, överstiger 25 graders vinkel mot horisontalplanet (överstiger den 45 grader talar man om att skjuta med övergrader).
Kasteld används för att nå t. ex. bakom höjder eller skyddsvärn. Vapen för kasteld, kastpjäser, är mörsare, granatkastare och haubitsar.